# Katharina Gräfin von Schlieffen
Katharina Gräfin von Schlieffen (* 4. April 1956 in Düsseldorf als Katharina Sobota) ist eine deutsche Rechtswissenschaftlerin.

## Werdegang
Nach dem Studium der Rechtswissenschaft, Soziologie, Politikwissenschaft und Philosophie an den Universitäten Bonn und Mainz sowie den beiden juristischen Staatsprüfungen (1980 erstes Staatsexamen und 1984 zweites Staatsexamen) war Schlieffen Wissenschaftliche Mitarbeiterin in Mainz, zuletzt bei Ottmar Ballweg, wo sie sich der von Theodor Viehweg begründeten „Mainzer Schule“ anschloss. 1989 wurde sie über „Sachlichkeit, Rhetorische Kunst der Juristen“ promoviert. 1991–1993 leitete sie ein empirisches Projekt zur Entwicklung der Methode „Rhetorisches Seismogramm“. Anschließend wurde sie Wissenschaftliche Assistentin an der Universität Jena bei Rolf Gröschner. 1995 folgte die Habilitation über „Das Prinzip Rechtsstaat“. Nach einer Lehrstuhlvertretung an der Universität Potsdam und einem Ruf an die Universität Münster im Mai 1997 wurde sie im Oktober 1997 an die FernUniversität in Hagen berufen. Seitdem hat sie dort den Lehrstuhl für Öffentliches Recht, juristische Rhetorik und Rechtsphilosophie inne.
Schlieffen übernahm etliche Ämter in der akademischen Selbstverwaltung: So war sie u. a. Prorektorin (2000–2002) und ist seit 2008 Mitglied und stellvertretende Vorsitzende des Hochschulrates der FernUniversität in Hagen. Seit 2000 ist Schlieffen Direktorin des Contarini-Instituts für Mediation, seit 2005 wissenschaftliche Direktorin des Masterstudiengangs für Mediation an der FernUniversität in Hagen und Mitglied der wissenschaftlichen Leitung der Hagen Law School für die Fachanwaltsausbildung.
Katharina Gräfin von Schlieffen war Mitherausgeberin der Zeitschrift International Journal for the Semiotics of Law (IJSL).

## Publikationen (Auswahl)
- Sachlichkeit, Rhetorische Kunst der Juristen. Frankfurt am Main 1990 (als Katharina Sobota).
- Das Prinzip Rechtsstaat. Verfassungs- und verwaltungsrechtliche Aspekte. Tübingen 1997 (als Katharina Sobota).
- Rhetorik: Form ohne Inhalt? In: Archiv für Rechts- und Sozialphilosophie (ARSP). Bd. LXXV (1989), S. 525–533 (als Katharina Sobota).
- Rhetorisches Seismogramm – eine neue Methode in der Rechtswissenschaft. In: Juristenzeitung (JZ). Jg. 47 (1992), Nr. 5, S. 231–237 (als Katharina Sobota).
- Rhetorik. In: Volker Römermann, Christoph Paulus (Hrsg.): Schlüsselqualifikationen für Jurastudium, Examen und Beruf. München 2003, S. 192–229.
- Zur topisch-pathetischen Ordnung juristischen Denkens. Resultate empirischer Rhetorikforschung. In: Kent D. Lerch (Hrsg.): Die Sprache des Rechts. Band 2. Berlin/New York 2005, S. 405–448.
- Koalitionsvereinbarungen und Koalitionsgremien In: Josef Isensee, Paul Kirchhof (Hrsg.): Handbuch des Staatsrechts. 3. Auflage. Band 3. Heidelberg 2005, S. 683–708.
- Rechtsstaat. In: Werner Heun et al. (Hrsg.): Evangelisches Staatslexikon. Neuausgabe. Stuttgart 2006, S. 1926–1934.
- Rhetorische Rechtstheorie. In: Gert Ueding (Hrsg.): Historisches Wörterbuch der Rhetorik. Band 8. Tübingen 2007, S. 197–214.
- Wie Juristen begründen. Entwurf eines rhetorischen Argumentationsmodells für die Rechtswissenschaft. In: Juristenzeitung (JZ). Jg. 66 (2011), Nr. 3, S. 109–116.
- Das verborgene Organon und literale Rechtskultur im Wandel – zugleich ein Beitrag zum Republikbegriff. In: Katharina Gräfin von Schlieffen (Hrsg.): Republik – Rechtsverhältnis – Rechtskultur (= Politika. Bd. 15). Tübingen 2018.

Schlieffen ist u. a. Herausgeberin der seit 2003 erscheinenden Reihe Recht und Rhetorik. Frankfurt a. M. und (mit Fritjof Haft) des Handbuch Mediation. München 2002, 3. Auflage 2016.